# Distretto di Nanchoc
Il distretto di Nanchoc è uno dei tredici distretti  della provincia di San Miguel, in Perù. Si trova nella regione di Cajamarca e si estende su una superficie di 358,94 chilometri quadrati.

Istituito il 2 dicembre 1958, ha per capitale la città di Nanchoc; al censimento 2005 contava 1.308 abitanti.